# István Lévai (luchador)
István Lévai (Esztergom, Hungría, 21 de diciembre de 1990) es un deportista eslovaco que compite en lucha grecorromana.
Obtuvo una medalla de bronce en los Juegos Europeos de Bakú 2015, en la categoría de 69 kg. Ganó tres medallas en el Campeonato Europeo de Lucha entre los años 2012 y 2014.

## Palmarés internacional
| Juegos Europeos    | Juegos Europeos    | Juegos Europeos   | Juegos Europeos |
| Año                | Lugar              | Medalla           | Categoría       |
| ------------------ | ------------------ | ----------------- | --------------- |
| 2015               | Bakú (Azerbaiyán)  | Medalla de bronce | 69 kg           |
| Campeonato Europeo |                    |                   |                 |
| Año                | Lugar              | Medalla           | Categoría       |
| 2012               | Belgrado (Serbia)  | Medalla de oro    | 60 kg           |
| 2013               | Tiflis (Georgia)   | Medalla de bronce | 60 kg           |
| 2014               | Vantaa (Finlandia) | Medalla de bronce | 66 kg           |